# 北日本漁業経済学会
北日本漁業経済学会（きたにほんぎょぎょうけいざいがっかい、英名 THE NORTH JAPAN FISHERIES ECONOMICS SOCIETY）は、北日本漁業経済の進歩・発達と日本漁業経済全般の理論的研究の向上を目的として1968年に設立された学会である。
本部事務局を北海道札幌市北区北９条西９丁目北海道大学大学院農学院水産資源経営学分野に置いている。
　

## 主な事業
- 大会・シンポジウム・研究発表会・講演会等の開催、実体調査、学会誌・会報・ニュースレター・パンフレット等印刷物の刊行など[1]

## 会員資格
- 特になく、北の漁業に関心を持つ人なら誰でも歓迎[1]。

## 学会誌
- 『北日本漁業』